# Джато
Джато (деванагари जाँतो) — ручная мельница роторного типа, распространённая в районе Гималаев: в Непале, Сиккиме, Дарджилинге, Бутане.
Джато имеет обычную для такого типа мельниц конструкцию, состоящую из двух расположенных один на другом круглых каменных жерновов. Нижний камень лежит на земле или на полу в доме и имеет в центре большой гвоздь или деревянный штырь для удержания верхнего жёрнова на месте во время работы. В верхнем камне есть два отверстия: одно, в центре, предназначено для засыпки зёрна; другое, сбоку — в него вставляется ручка. Зёрна перемалывают круговыми движениями, вращая жёрнов за ручку. Делают это сидя.